# Elektricitet i Stockholm

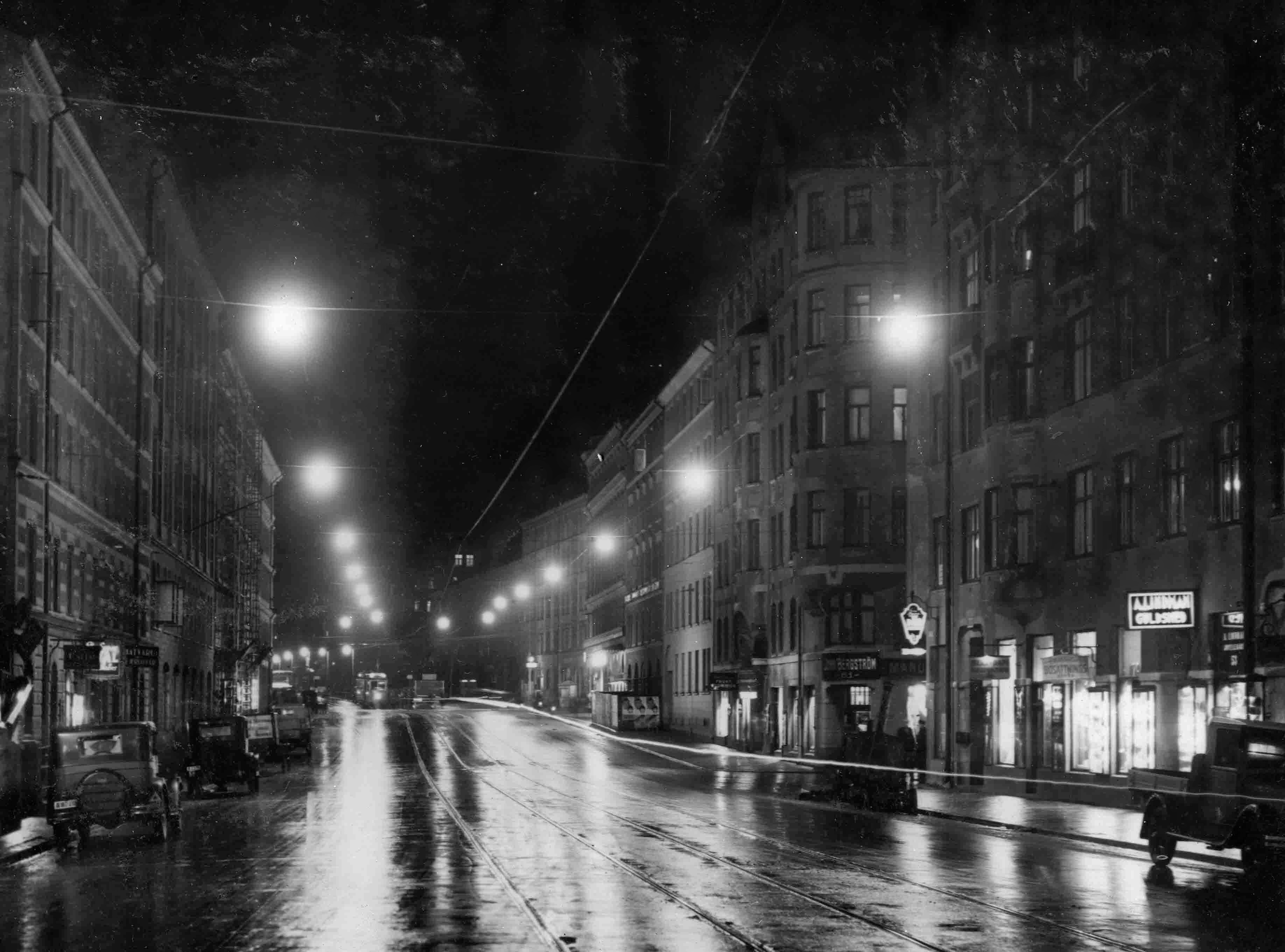
Elektrisk gatubelysning på S:t Eriksgatan 1930

Elektricitet i Stockholm för belysning utomhus har funnits sedan 1877 då Sommelius & kompanis oljefabrik vid Skeppsbron gjorde försök med belysning med hjälp av båglampor. Det första kommunala elektricitetsverket var Brunkebergsverket som började leverera 2 × 110 volt likström till Nedre Norrmalm den 1 september 1892. Sedan dess har elektrisk energi för Stockholm huvudsakligen producerats av ångkraft, men sedan 1918 även av vattenkraft och sedan 1963 med hjälp av kärnkraft.
Elektricitet med elverk och ledningsnät var det sista av fyra stora infrastrukturprojekt i Stockholm som kom igång under andra hälften av 1800-talet, en tidsepok som även kallas den industriella revolutionen. Det första var byggandet av ett gasverk, Klaragasverket (1853), det andra var ett vattenverk, Årstaverket (1861), det tredje var införandet av spårburen kollektivtrafik med Stockholms Nya Spårvägs AB (1877) och det fjärde var Brunkebergs elektricitetsverk (1892).

## Historik

### Tiden före 1890-talet

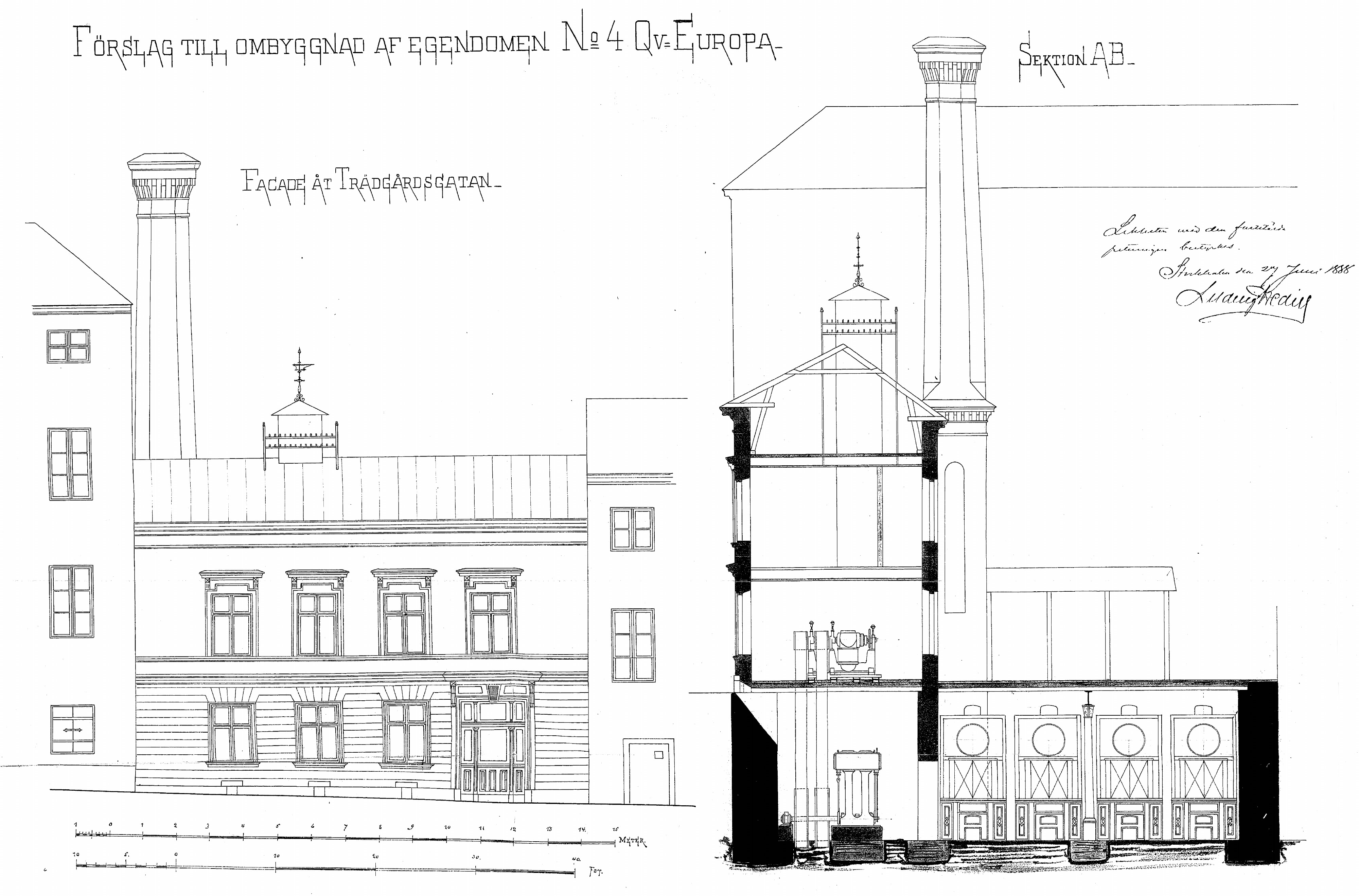
Stockholms första elektricitetsverk vid Trädgårdsgatan 4, ritning från 1888.

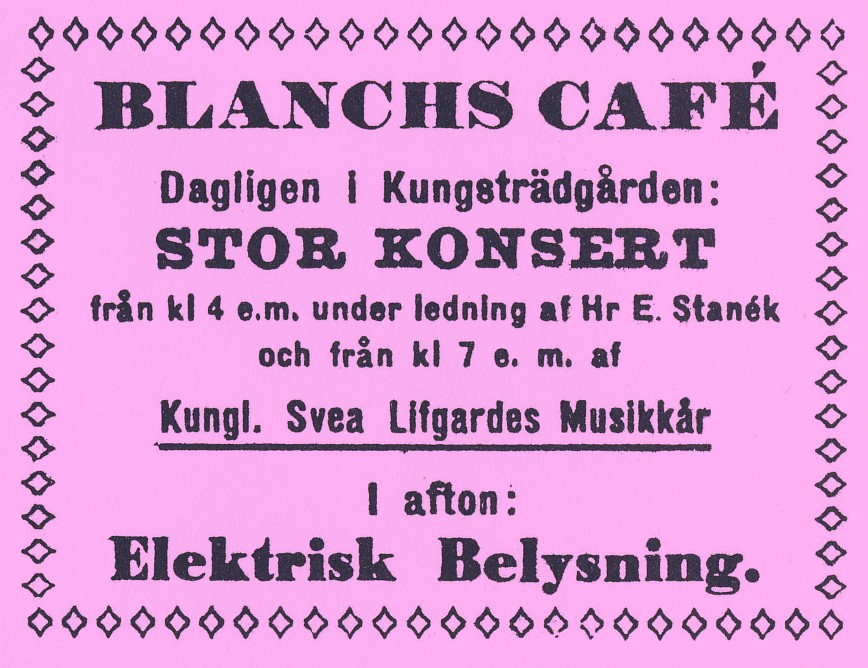
"I afton: Elektrisk Belysning"

I Stockholm gjordes i slutet av 1870-talet privata försök med belysning med hjälp av båglampor och sedan Thomas Edison uppfann och marknadsförde glödlampan, även med dessa.
År 1878 installerades båglampor i Blanch’s Café vid Kungsträdgården. Det var den första inomhusbelysningen med elektricitet i staden. Kaféet annonserade ”I afton: Elektrisk Belysning” och entrén kostade en krona. Fyra glober med lampor av ryssen Pavel Jablotjkovs konstruktion hängde från taket, matade av en dynamomaskin. Ljuset var skarpt och osande och flyttades därför ganska snart ut i trädgården. År 1881 genomfördes mera omfattande prov med elektrisk gatubelysning av affärsmannen Ludvig Fredholm.
Mängder av privatfinansierade experiment följde och allt längre gatuavsnitt belystes elektriskt. Lamporna i gatubelysningen längs Villagatan och Karlavägen fick sin ström från ångmaskiner som drev dynamomaskiner (föregångaren till generatorn). Antalet lokala elektriska anläggningar ökade snabbt under perioden och 1886 fanns nära 6 000 glödlampor och 100 båglampor fördelade på ett 50-tal elleverantörer.
En mera permanent anläggning som var Stockholms första elektricitetsverk invigdes 1888 i ett för ändamålet nybyggt hus i kvarteret Europa vid Finska kyrkan (nuvarande Trädgårdsgatan 4). Verket hade fyra generatorer och försåg hela Gamla stan med elektriskt ljus. På äldre fotografier syns kraftverkets höga skorsten. Driften ställdes in på 1920-talet och byggnaden revs 1959. Området hör numera till Bollhustäppan.

### 1890-talet till första världskriget

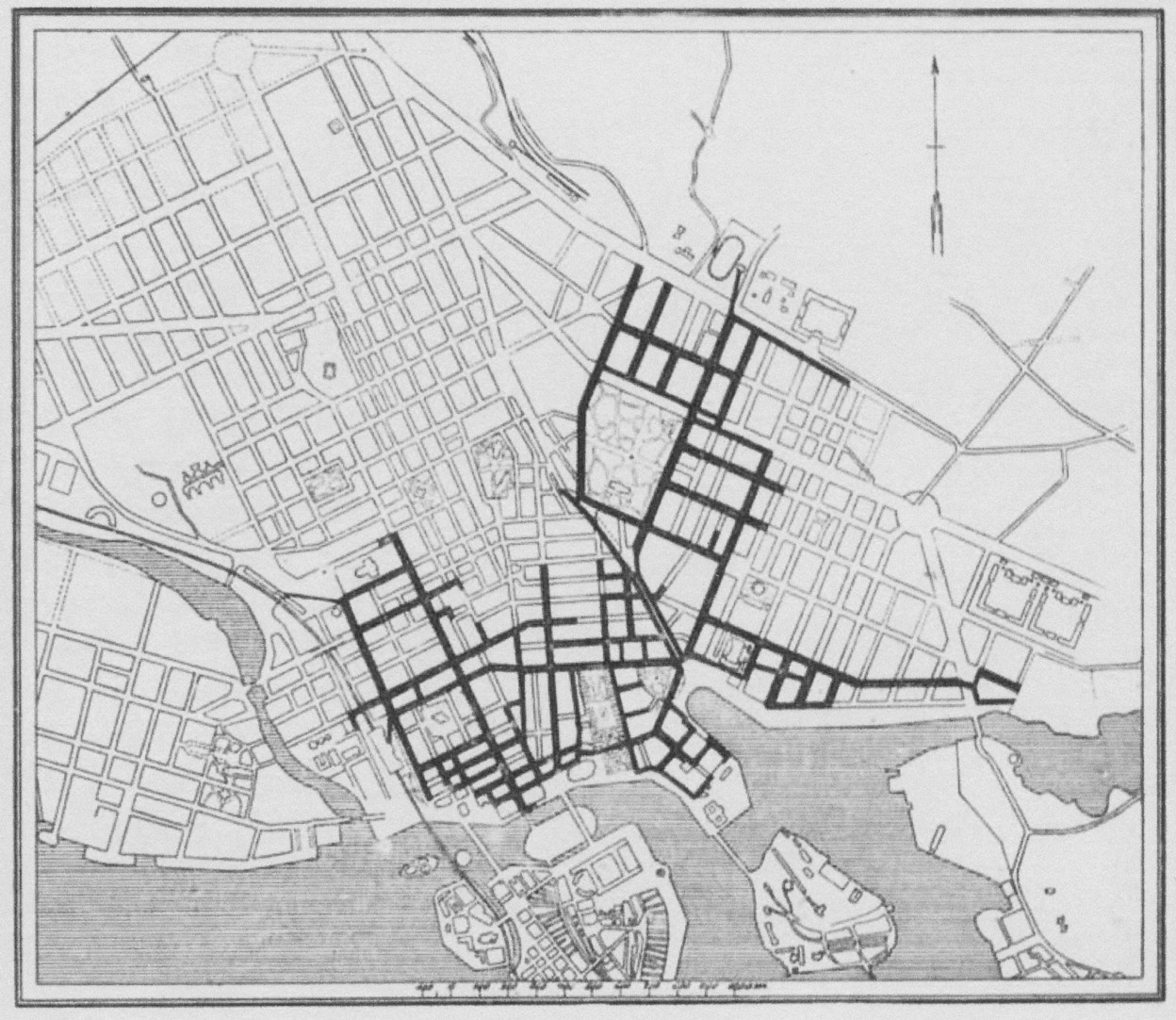
Stockholms stads elektriska ledningsnät 1896.

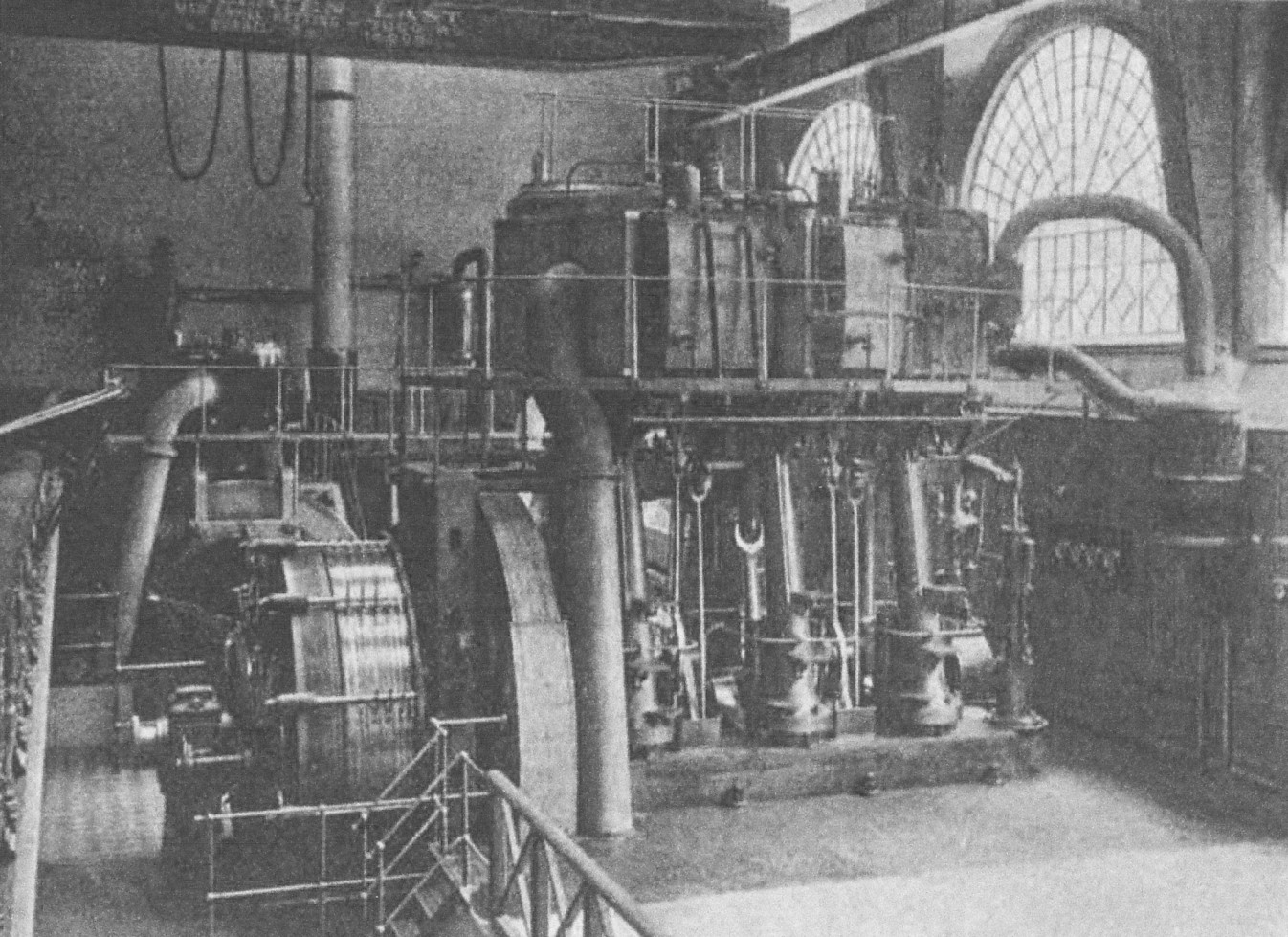
Brunkebergsverkets ångmaskinhall 1896.

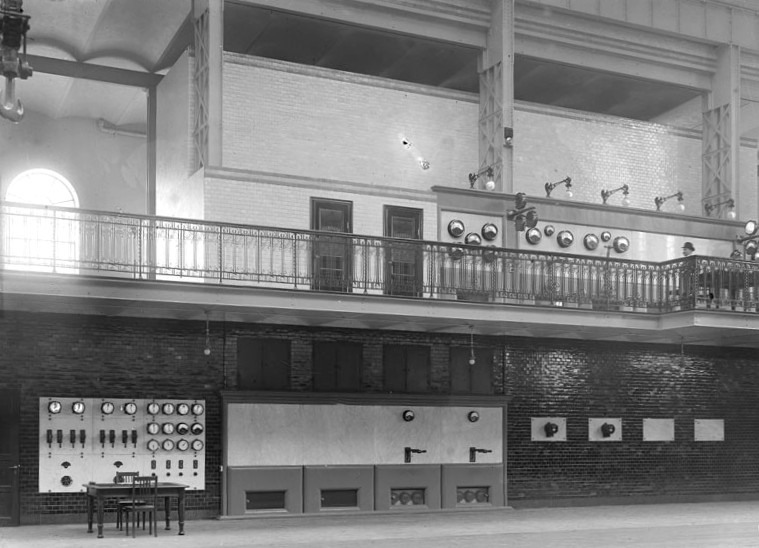
Värtaverkets kontrollpanel 1903.

En större privat utbyggnad av elverk- och ledningar ville stadsfullmäktige i Stockholm inte ha och avslog ytterligare ansökningar från privatpersoner eller företag att lägga kablar i stadens gator. Vid denna tid skötte Stockholms gasverk med Klaragasverket stadens gatubelysning som i början av 1880-talet omfattade cirka 4 000 gatlyktor.
Det var gasverkets experter med bland annat överingenjören Adolf Ahlsell som lämnade förslag till ett kommunalt elektricitetsverk och som även stod bakom tekniken. Verkets elektriska utrustning och kablar till ledningsnätet kom huvudsakligen från Tyskland, ångmaskinerna var av svenskt och engelskt ursprung.
Stockholms första kommunala elektricitetsverk blev Brunkebergsverket vid Regeringsgatan 38, som invigdes den 13 september 1892. Verket byggdes efter ritningar av arkitekten Ferdinand Boberg. När Brunkebergsverket kördes igång levererade det 2×110 volt likström från stora ackumulatorbatterier till 1 024 glödlampor på Nedre Norrmalm. Snart utökades ledningsnätet och maskinparken och vid tiden för den  Allmänna konst- och industriutställningen 1897 fanns omkring 50 000 glödlampor, 1 100 båglampor och 85 motorer som matades med ström från kommunala och privata anläggningar, förbrukningen mättes av 643 elmätare.
I slutet av 1890-talet var Brunkebergsverket fullt utbyggt och försörjde Norrmalm, Blasieholmen, delar av Strandvägen och områden kring Humlegården ända upp till Villagatan med ström. Ledningsnätet hade vid denna tid en längd på ca 120 kilometer.
Snart kunde Brunkebergsverket inte täcka stadens behov av elkraft, dessutom var Brunkebergsverkets teknologi redan föråldrad. År 1903 invigdes därför Värtaelverket i Hjorthagen som med ångdrivna generatorer producerade trefas växelström 6 000 volt och 25 Hz som fördelades via ett 6 000 volt kabelnät till omformarstationerna Tulestationen vid Tulegatan, Katarinastationen på Södermalm (sedan år 2000 ombyggd till Stockholms moské), Kronobergsstationen vid Sankt Göransgatan på Kungsholmen, Djurgårdsstationen på Södra Djurgården och Brunkebergsstationen (först efter 1911), samtliga ritade av Ferdinand Boberg. I dessa stationer omvandlades växelströmmen till likström i omformare. Distributionen till kunderna skedde fortfarande med likström men med en successiv övergång till den högre spänningen 2×220 volt.
I takt med stigande efterfråga installerades ytterligare produktionskapacitet i Värtaverket. Att distribuera likström från batterier som i Brunkebergsverket medförde stora överföringsförluster, därför avslutades elproduktionen i Brunkebergsverket 1911 och verket blev därefter en understation till Värtaverket. Brunkebergsverket kan betraktas som en tidig experimentanläggning som producerade elektricitet under en tidsperiod av enbart 19 år.

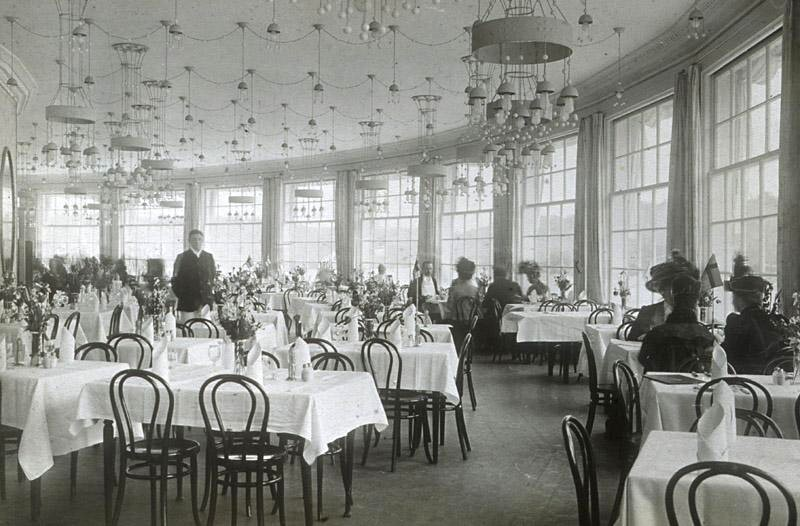
"Stora restaurangen" på Konstindustriutställningen 1909.

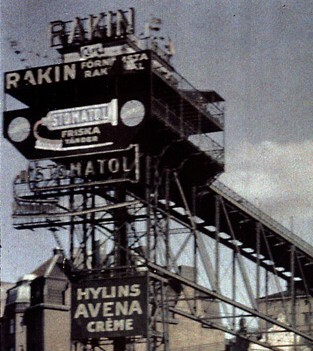
Stomatolskylten; Gustaf W. Cronquists färgfoto från 1933.

Vid denna tid var endast likström kommersiellt användbart för eldistribution, men på flera håll i världen pågick utvecklingen av växelströmssystem. En av pionjärerna på det här området var svensken Jonas Wenström, teknisk chef för Asea i Västerås, som år 1893, tillsammans med sin kollega Ernst Danielson, lyckades med världens första kommersiella kraftöverföring mellan Hällsjöns vattenfall och gruvsamhället Grängesberg i Bergslagen. Elkraften skulle mata lampor, pumpar och motorer och överföringen skedde på en sträcka av cirka 14 kilometer.
Numera kunde man för första gången anlita svensk teknik i världsklass, medan tidigare satsningar som Årsta vattenverk, Klara gasverk och Brunkebergsverket byggde nästan helt på utländsk know-how.
Kring sekelskiftet 1900 trodde många att elektricitetens intåg skulle betyda slutet för gasanvändningen i staden, men det totala energibehovet ökade så starkt att båda energislagen kunde växa vidare. Fram till 1908 var Stockholms el- och gasverk ett och samma företag, sedan skildes de åt men ställdes under samma ledning av Robert Dahlander.
Elektriciteten gjorde att Stockholms spårvägar kom igång och blev till en början en nästan lika stor el-användare som de enskilda abonnenterna. Elektriska spårvagnar infördes på Södermalm den 5 september 1901. Sveriges första elektriska järnväg, Djursholmsbanan (Roslagsbanan), öppnades dock redan i maj 1895. Lokaltrafiken kom därefter att bli elektricitetsverkets absolut största kund.
Även marknadsföringen av elektricitet var viktigt. Vid Konstindustriutställningen 1909 på Djurgården visades elektricitet och dess användning i stor skala. Glödlamporna skulle vara nakna och klara. I Stora restaurangens tak gjorde utställningsarkitekten Ferdinand Boberg ett arrangemang med hundratals glödlampor som rönte stor uppmärksamhet. Elektriciteten beskrevs som den nya “rena” energikällan, trots att den producerades i koleldade ångkraftverk.
Följande stod att läsa i en serie informationsskrifter då elektriciteten som värmekälla skulle marknadsföras: ”Äfven för kok- och stekapparater har elektriciteten i synnerhet utomlands funnit rätt stor användning.” Elektriska strykjärn, kaffekvarnar, dammsugare och glassmaskiner gjorde sitt intåg i stockholmarnas hem. Den första elektriska spisen som lanserades på den svenska marknaden var SEVES-spisen, 1922, som demonstrerades i provkök och på utställningar och 1924 lanserades Electroluxkylskåpet.
Sveriges första rörliga ljusreklam tändes på gamla Katarinahissen 1909, där 1 361 stycken 25 watts glödlampor i olika färger visade tandkrämstuben ”STOMATOL” och en rörlig sträng av tandkräm som lade sig på tandborsten. 1933, strax före rivningen av gamla Katarinahissen, tog Gustaf W. Cronquist ett färgfotografi på autokromplåt, sedan flyttades skylten till det hustak vid Klevgränd där den fortfarande finns idag. I mitten på 1920-talet var området kring Stureplan ett centrum för ljusreklam. I december 1924 sattes den första neonskylten i Dagens Nyheters skyltfönster upp, texten löd: ”Prenumerera för 1925”. Samma månad monterades ett NK-märke i röd neon på Nordiska Kompaniets varuhus vid Hamngatan.
År 1910 förbrukade ångkraftverket i Värtan 30 000 ton kol. Kolet kom också att dominera bränsleanvändningen ytterligare 30 år.

### Stadens tidiga fördelningsstationer
Samtliga stationer ritades av Ferdinand Boberg.

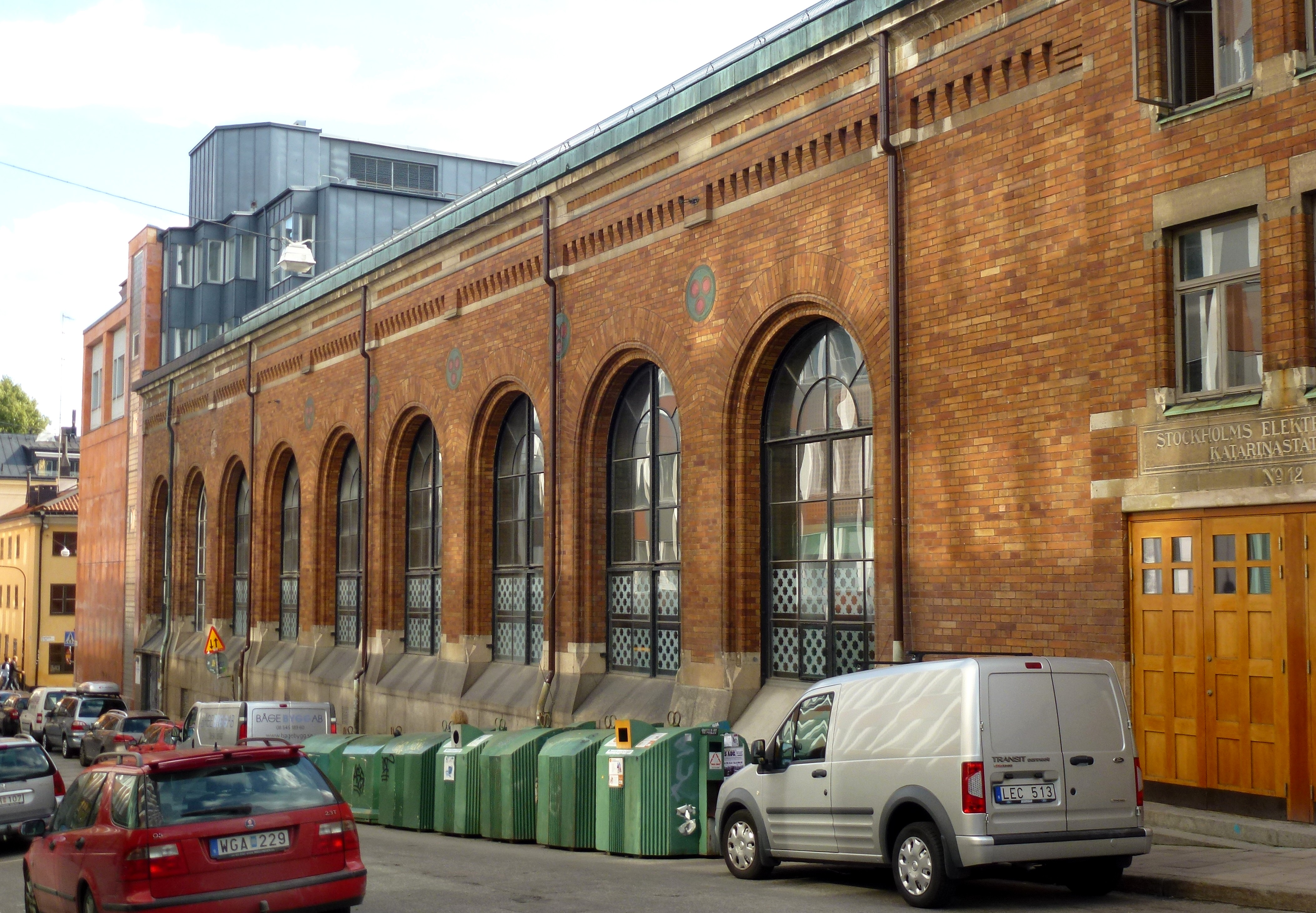
Katarinastationen (1905), innehåller idag Stockholms moské
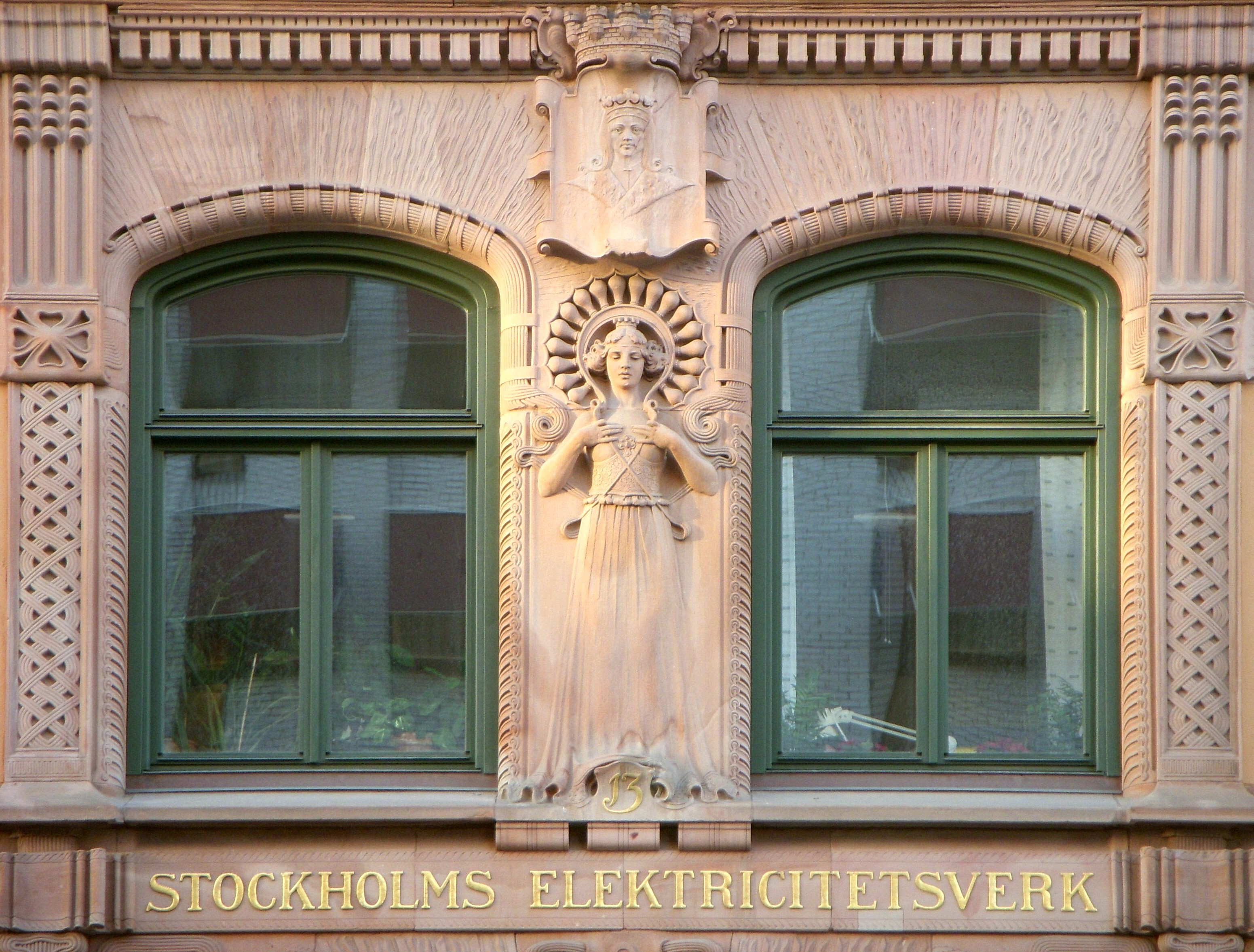
Tulestationen (1906), fasaddetalj, innehåller idag bl.a. kontor
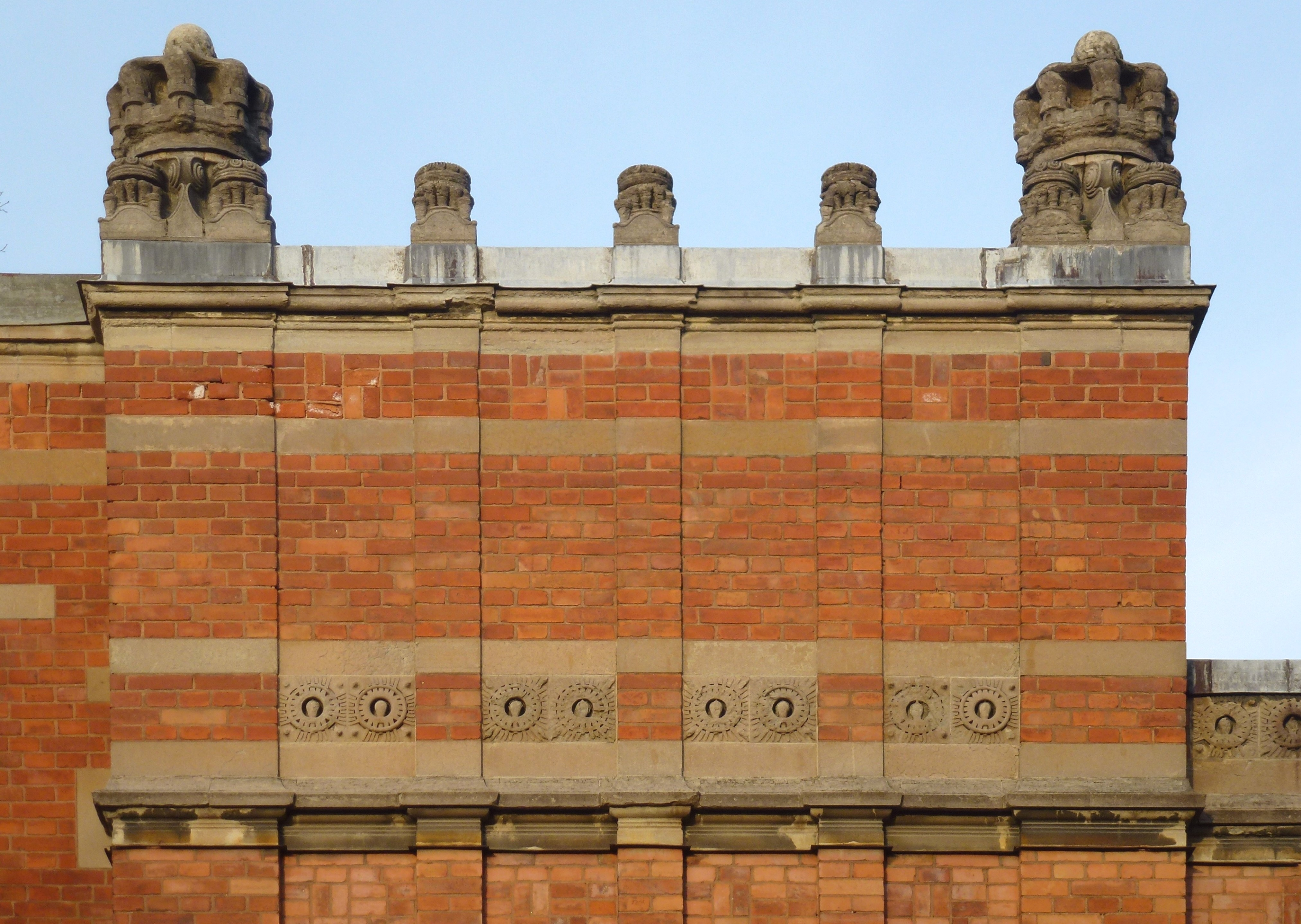
Djurgårdsstationen (1906) fasadtetalj, tillhör idag Skansen
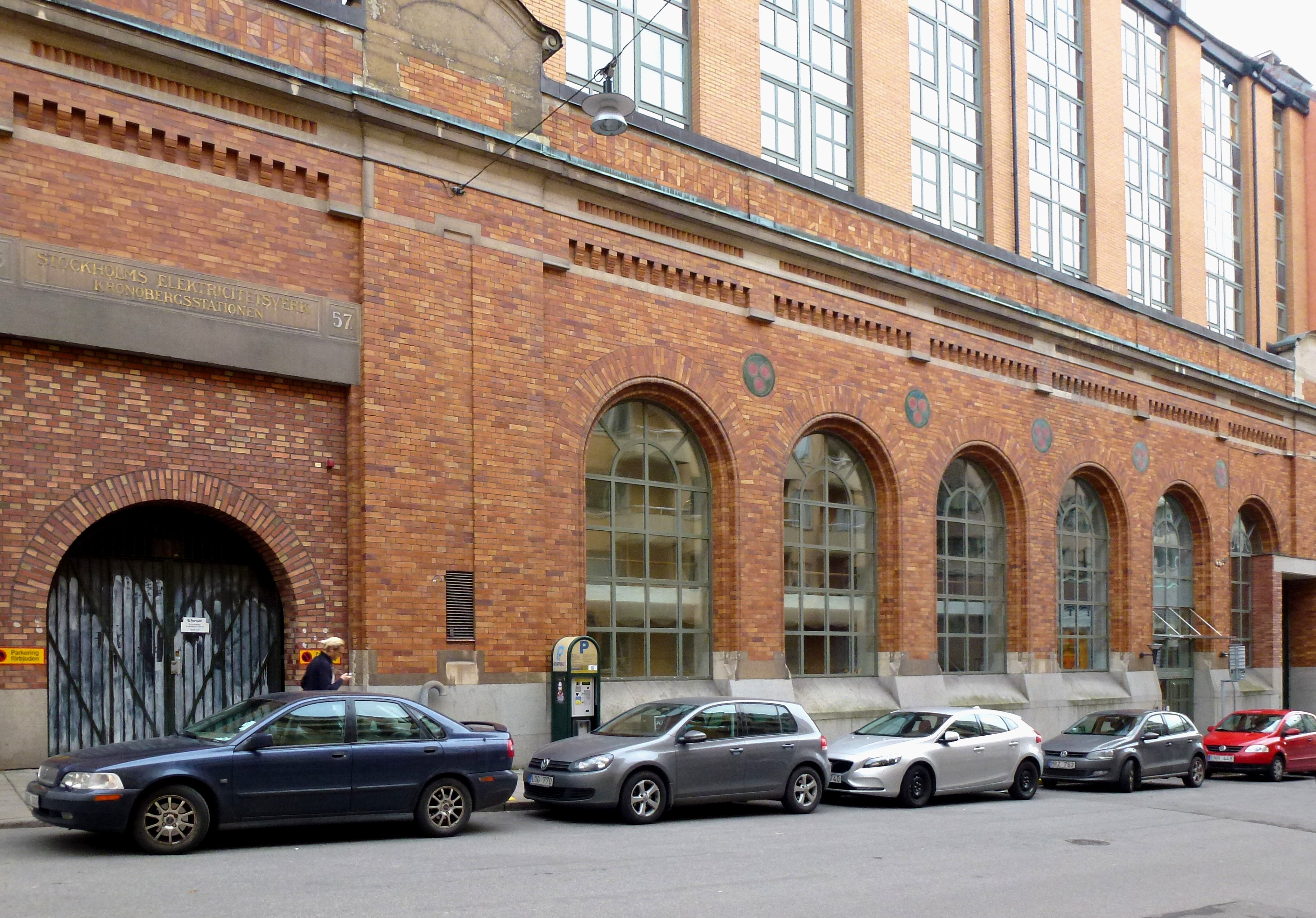
Kronobergsstationen (1903), enbart fasaden finns kvar

### Första världskriget till 1945

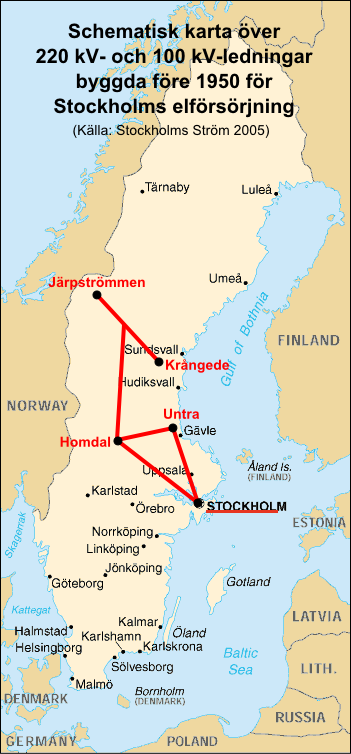
Kraftledningar före 1950.

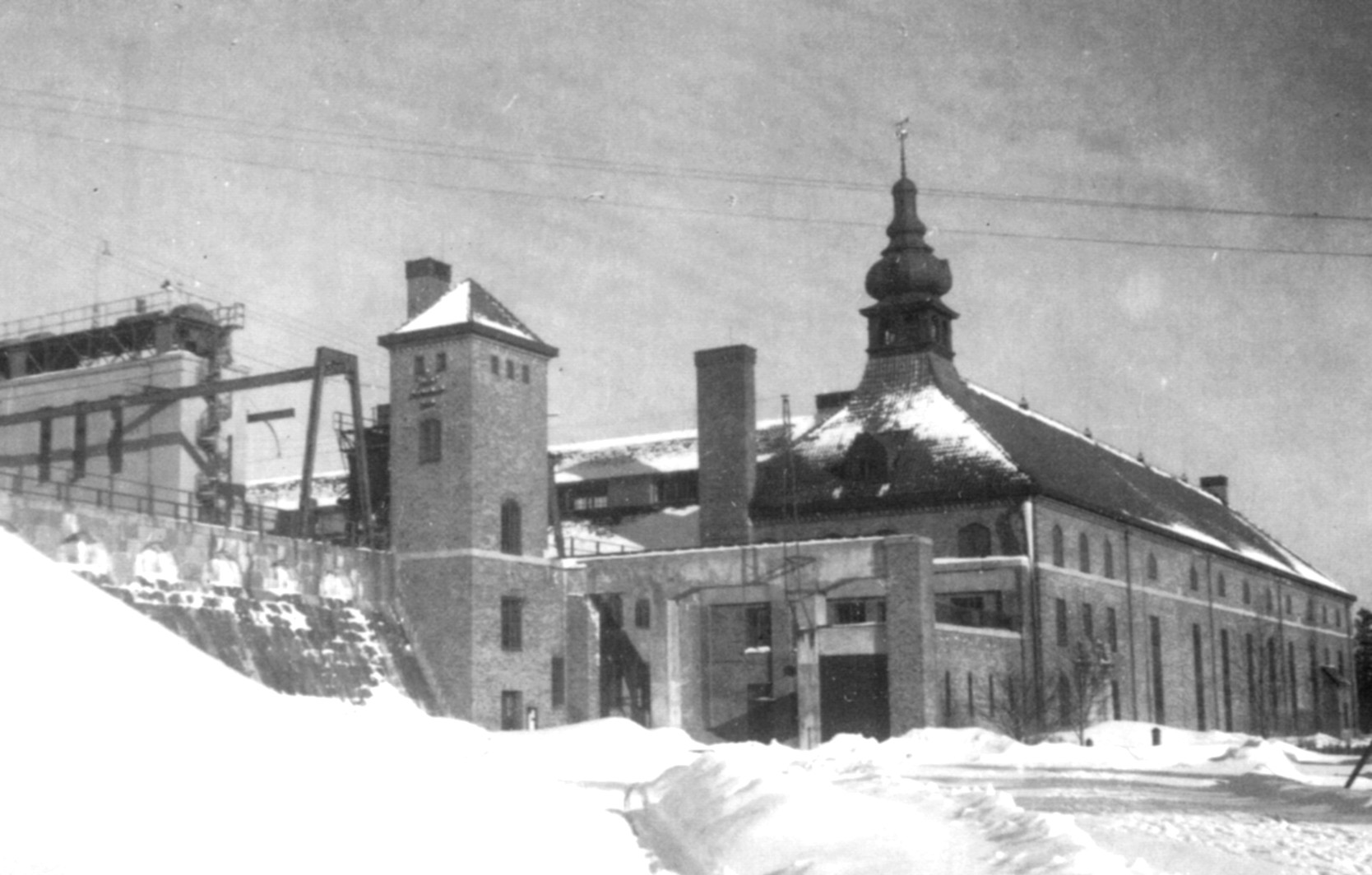
Untraverket omkring 1920.

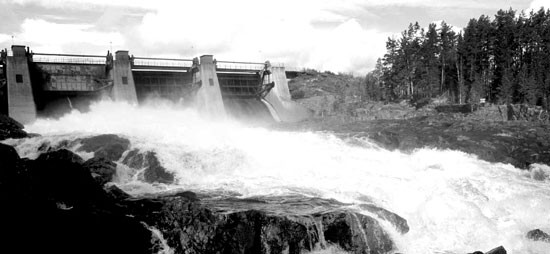
Lanforsens kraftverk 1930.

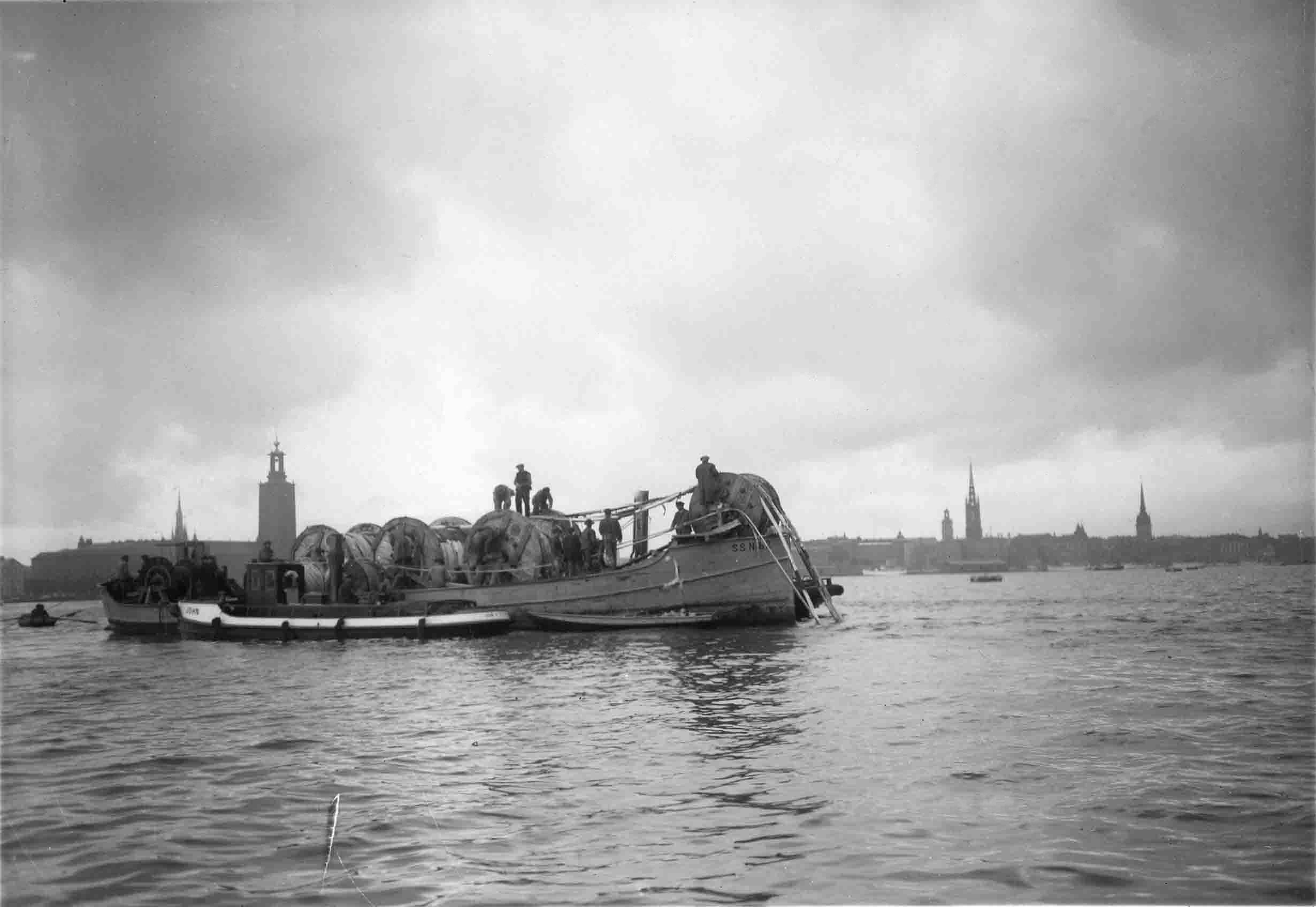
Läggning av elkablar i Riddarfjärden 1940.

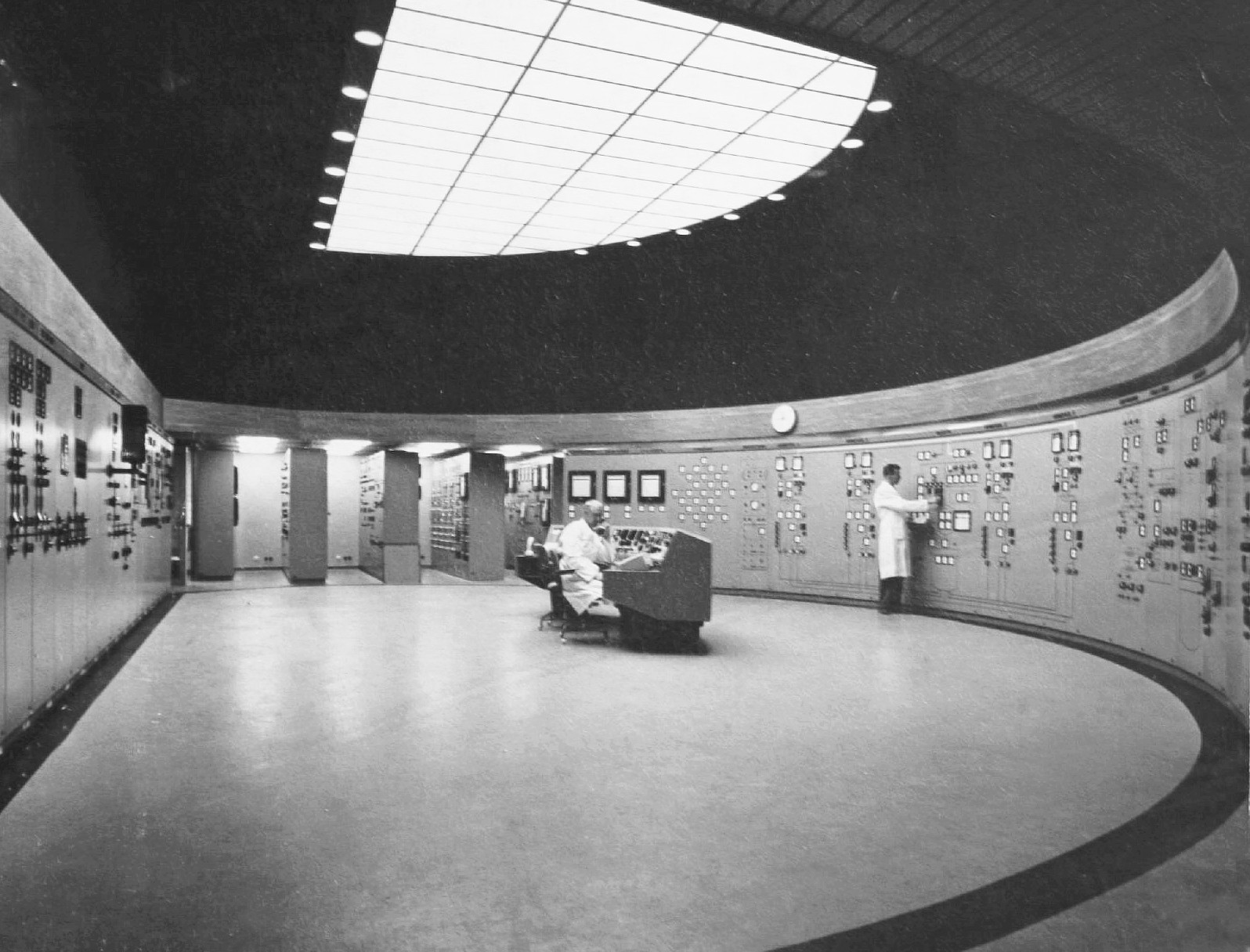
Ågestaverkets kontrollrum omkring 1966.

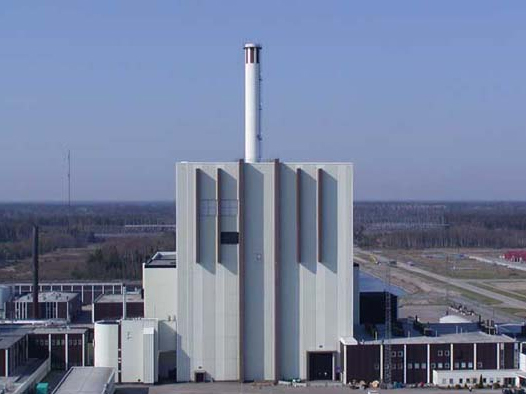
Reaktor 2 vid Forsmarks kärnkraftverk.

Då energiförsörjningen byggde helt på importerat kol innebar första världskriget stora försörjningsproblem. Bränslepriser och fraktkostnader sköt i höjden och det blev uppenbart att framtida produktionsutbyggnader borde baseras på vattenkraft. Privatägda vattenkraftverk fanns då redan i Stockholms närhet. Uddby kraftstation i Tyresö kommun startades 1897 för att leverera ström till firman Luth & Roséns fabrik på Södermalm. Det var då det första elektriska vattenkraftverket i Stockholmsområdet. Anläggningen som renoverades i början av 1980-talet är alltjämt i drift och levererar elektricitet till ungefär 500 hushåll.
Redan år 1904 hade Stockholms stad förvärvat mark på båda sidor av Dalälven vid två vattenfall belägna vid Untrafjärden i södra Dalälven. Untraverkets vattenkraftsanläggning påbörjades 1911 men första världskriget fördröjde färdigställandet till 1918. För att klara Stockholms elbehov under kriget slöts ett avtal med Vattenfallsstyrelsen och en provisorisk leverans från Älvkarleby kraftverk, som ordnades år 1916 via en transformatorstation vid Tomteboda. 
Den 28 december 1918 fick Stockholm för första gången elenergi från ett eget vattenkraftverk via en 132,6 km lång kraftledning från Untra kraftverk till Värtaelverket utförd för 100 000 volt och 25 Hz (se Kraftledningen Untra-Värtan). Kraftledningsstolparna hade utformats omsorgsfullt och samtiden menade att de var ”vackra och hade tilltalande former” och att de blev ”särdeles dekorativa i terrängen”. Kraftverket vid Untra hade fyra turbiner med en sammanlagd effekt av 30 MW, som matade Värtaverkets nya transformatorstation med högspänning. Untra kraftverk svarade den första tiden för mer än 90 % av Stockholms elkraftförsörjning. Under 1920-talet tredubblades den totala elproduktionen från 83 till 240 MWh.
Nästa kraftverk blev Lanforsens kraftverk vid Dalälven som togs i drift 8 juli 1930 i kompanjonskap med Sandvikens Jernverks AB och 1935 kom ytterligare elkraft från Krångedeforsen i Indalsälven via högspänningsledningar till Stockholm. För Stockholms del fortsatte produktionsutbyggnaderna med Järpströmmen 1944, Svarthålsforsen 1954 och några mindre kraftverk i Kallströmmen under 1970-talet.
En annan betydelsefull förändring som beslutades 1928 var en omläggning från 25 Hz växelström till 50 Hz växelström som i stort sett var genomförd omkring 1940. Användning av likström i en del bostäder fortsatte dock, t.ex. på delar av Kungsholmen, och likströmsdistributionen var inte avvecklad förrän i början av 1970-talet.
Från och med 1930-talet användes även eldningsoljan för första gången i elproduktionen. Oljan skulle mata en snabbstartande ångturbin för en momentanreservavordning, alltså täcka momentana förbrukningstoppar. Vid denna tid var eldningsolja ungefär dubbelt så dyr som kol men det var av mindre betydelse eftersom driftstiderna var mycket korta.
Andra världskriget innebar nya leveransproblem av kol och olja som blev särskild kännbara för Stockholms gasproduktion. Stadens elproduktion säkrades dock till stor del genom kraftleveranser från egna vattenkraftverk, ändå trädde den 1 oktober 1942 elransonering i kraft. Endast gatubelysning och bilarnas strålkastare lyste upp gatan.
Efter att elektriciteten slagit igenom även som gatubelysning var ändå gasljus under många år den dominerande belysningen längs Stockholms gator, först i juni 1940 släcktes den sista gaslyktan.

### Efter 1945

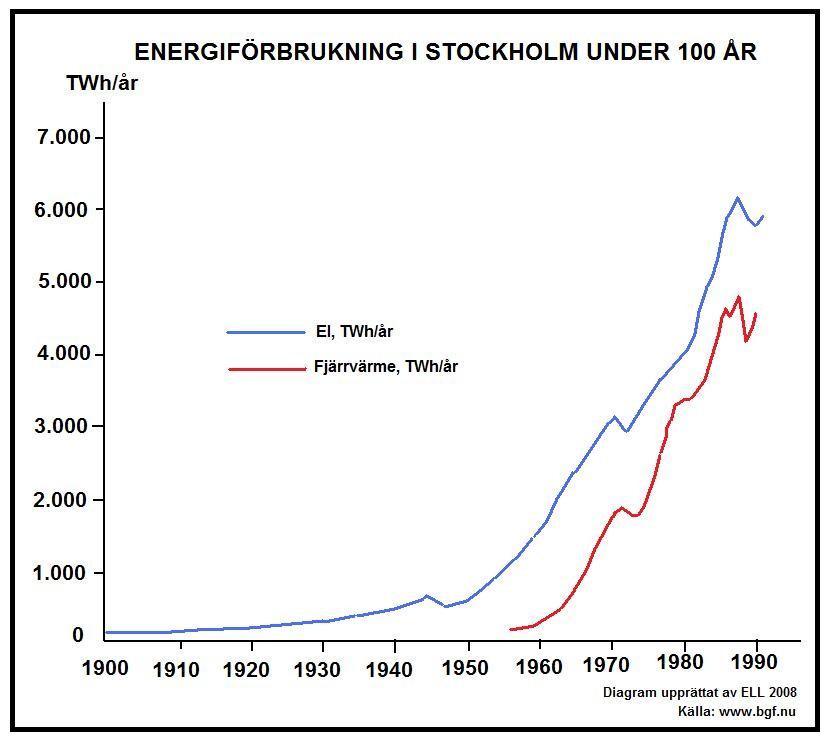
Energiförbrukning i Stockholm 1900–1990 för elektricitet och fjärrvärme.

Efter andra världskriget vidtog en period av hög tillväxt och Stockholms energianvändning ökade kraftigt. En mängd nya tekniska, energislukande innovationer spreds i hemmen som tvättmaskiner, torkskåp, diskmaskiner, kyl- och frysskåp, elektriska varmvattenberedare samt direktverkande el-radiatorer i småhus.
Genom samarbete med norska intressenter köpte Stockholms stad även elenergi från Norge, som importerades via en 275 kilovolt-ledning till Järpströmmen för vidare överföring till Stockholm. Vidare skedde stora vattenkraftsköp genom samarbete med bland andra dåvarande Gullspångs Kraft och Graningeverken som ingår numera i den tyska energikoncernen E.ON. Vattenkraften stod fram till 1970 för 75–95 procent av energileveranserna till Stockholm. Under slutet av 1960-talet började dock utbyggnaden av vattenkraften gå mot sitt slut och andra alternativ fick undersökas.
Sedan mitten av 1950-talet kom även kärnkraften att betyder mycket för Stockholms elenergi. Kärnkraften hade sin början 1954 i försöksreaktorn ”R1” i ett bergrum 25 meter ned i urberget under Kungliga Tekniska Högskolan.
År 1963 byggdes Ågestaverket i Huddinge kommun av AB Atomenergi tillsammans med Stockholms Elverk, det var en försöksanläggning som skulle ge erfarenheter på atomenergiområdet. Verket producerade främst fjärrvärme (verket kallades därför ”Ågesta kärnkraftvärmeverk”) till stadsdelen Farsta men även en del elenergi som matades ut på elnätet.
Verket fungerade tekniskt sett som det var tänkt fram till nedläggningen 1974, men kunde inte konkurrera med de låga oljepriserna under 1960-talet.
Ågestaverket står fortfarande (2008) helt intakt. År 2008 fick Vattenfall tillstånd från Miljödomstolen med att fortsätta servicedriften fram till 2020 innan avvecklingen inleds. Planerna är att verket så småningom ska rivas.
Det första kommersiella kärnkraften kom från Oskarshamn 1 som togs i drift 1972. Stockholms Elverk var en av åtta intressenter i denna anläggning. Förutom andelen i Oskarshamn blev Stockholms Elverk också delägare i Forsmarks kärnkraftverk. År 1990 stod kärnkraften från Forsmark och Oskarshamn för 58 procent av Stockholm Energis egen produktion, resten kom huvudsakligen från vattenkraft.

## Avregleringen av elmarknaden
Sveriges elmarknad avreglerades 1996. Syftet var att införa konkurrens på elmarknaden vilket skulle göra den mer effektiv avseende på priser och kostnader, samt att skapa valfrihet för konsumenterna, dock undantogs elnäten som fortfarande är ett monopol. Samma år startade Norge och Sverige elbörsen Nord Pool, senare tillkom även Finland, Danmark och Norra Tyskland. På Nord Pool köper och säljer el-aktörer som Vattenfall, Fortum och E.ON. Det rörliga elpriset har under 2000-talet legat historiskt lågt då det varit gynnsamma väderförhållanden, särskilt under vintern, ökad nederbörd och därtill ökad vindkraft. Detta leder ibland till minuspriser på el, som när stormen Ciara  drabbade Sverige, vilket ledde till extra vattenkraft.  
Liksom privatpersoner köper även Stockholms stads stora elförbrukare som gatubelysningen och kollektivtrafiken sedan 1996 sin elkraft på den öppna marknaden. Belysningen på gator och torg, gatutrafikens signalsysten (trafikljus, trafikledning, kameraövervakning och liknande) samt elektricitet till exempelvis rörliga broar eller offentliga rulltrappor fick år 2008 sin leverans från Fortum market. Storstockholms Lokaltrafik ingick 2003 ett femårigt avtal för elenergi från Graninge Energimarknad, som innefattade bland annat att Graninge levererade elektricitet till tunnelbanan, järnvägen och spårvägen inklusive Saltsjöbanan, Roslagsbanan, Tvärbanan, Nockebybanan och Lidingöbanan. De årliga elleveranserna för åren 2003-2007 beräknades omfatta 355 GWh och gällde förnyelsebar el bestående av 95 procent vattenkraft samt 5 procent vindkraft.

## Elavbrott
Hur beroende det moderna samhället är av en säker elleverans märks tydligt, när strömavbrott inträffar. I elektricitetens barndom var elavbrott i Stockholm ovanliga. När Södermalm och Gamla Stan en dag 1919 blev utan ström i 20 minuter var det första gången sedan Värtaverkets driftstart 1903.

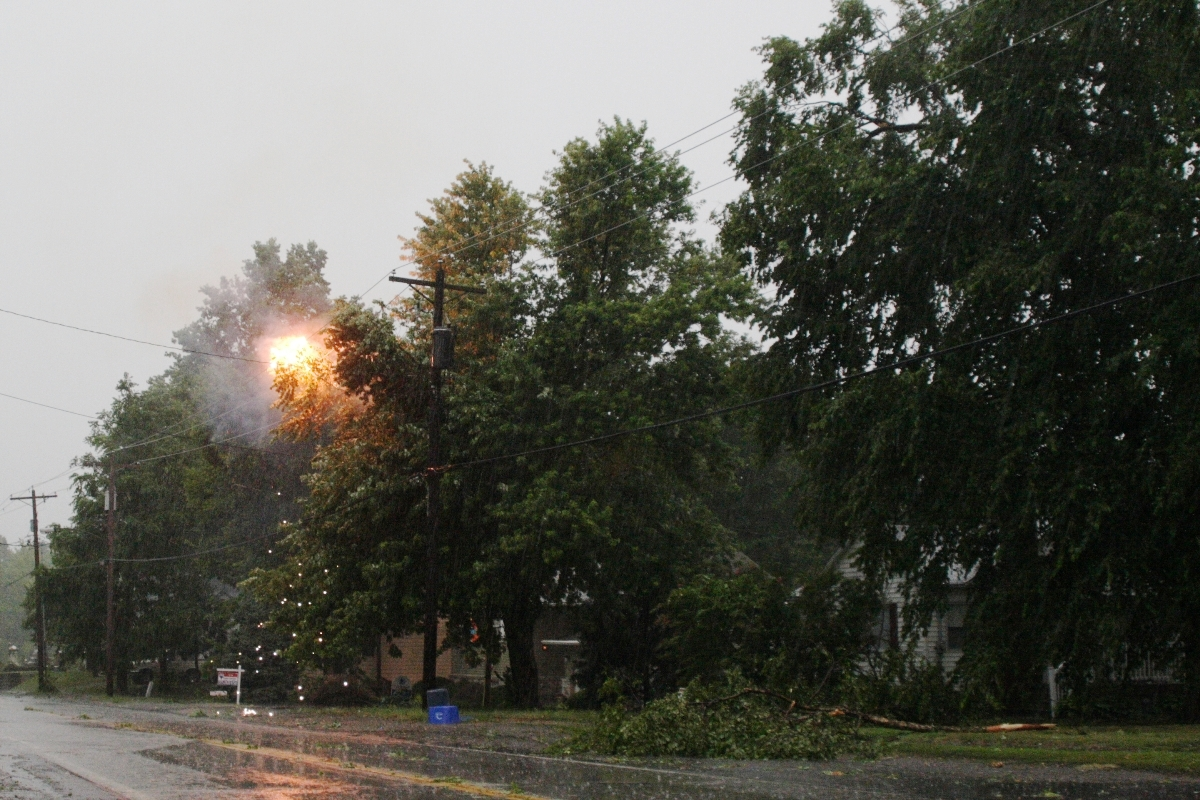
Kortslutning av en luftledning.

Olyckliga omständigheter som nedisning av högspänningsledningar, oväder, kabelbrand eller tillfällig överbelastning är idag den vanligaste anledningen till elavbrott. I Kista - Akalla inträffade under 2001 och 2002 två större elavbrott som varade i cirka 1½ till 2½ dygn. Många privatpersoner och näringsidkare drabbades och tryckeriet för fyra av landets största tidningar blev strömlöst. Orsaken var en svårsläckt kabelbrand i en ledningskulvert. I oktober 2007 orsakade ett kabelfel att 65 000 elabonnenter i Stockholm blev utan ström i 40 minuter. Elavbrottet drabbade både resenärer i tunnelbanan och över sextusen bredbandskunder.
Natten mot midsommarafton 2010 var stadsdelarna Norrmalm, Östermalm och Gärdet spänningslösa i 3 timmar och 40 minuter. Orsaken var ett kabelfel men anledningen till att så stora delar av staden drabbades samt varför återuppbyggnaden av driften tog så lång tid har Fortum inte offentliggjort.
Ibland räcker elektriciteten i Stockholm helt enkelt inte till för Banverkets ledningar, där nya, energislukande tåg orsakar stopp i tågtrafiken. Allt fler nya tåg har satts in de senaste åren och de nya tågen förbrukar mer elenergi i startögonblicket än de gamla, vilket leder till överbelastning och elavbrott. Den 19 november 2008 stod till exempel tågen mellan Stockholm och Gävle stilla en timme. För att lösa problemet kring Stockholm byggde Banverket 2011 ut omformarstationerna i Älvsjö och Häggvik. Detta samt andra ombyggnationer gjordes för att höja effekten i omformarstationerna så att de bättre klarade rusningstrafiken.
Sveriges största strömavbrott skedde 27 december 1983 då 90 % av Sveriges befolkning blev utan ström. Strömavbrottet berodde på brand i en frånskiljare utanför Enköping.

## Framtiden

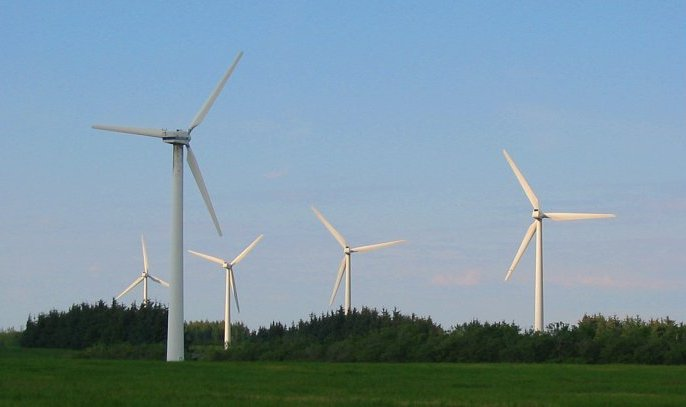
Vindkraftverk i form av en så kallad vindkraftspark.

Försök med alternativa energikällor har länge pågått i Stockholm och solfångare samt vindkraft undersöks som alternativ till fossila bränslen och kärnkraft. Gällande vindkraft hade 2005 ingen tillståndsansökan aktualiserats hos Länsstyrelsen. Två mindre vindkraftverk fanns 2005 i länet: ett på Utö (enl uppgift 50–225 kW) och ett på Mörkö (enl uppgift 99 kW). Därutöver finns ett okänt (men sannolikt ganska litet) antal små gårdsverk runtom i länet. På 1990-talet fanns ett demonstrationsverk på Gärdet i Stockholm i anslutning till Tekniska museet. Detta är nu nedmonterat.
En solvärmeanläggning finansierad av Byggforskningsrådet producerande 30 000 kWh per år och installerades redan 1981 vid Rådmansgatan för att se om solenergi skulle kunna utnyttjas direkt i fjärrvärmesystemet. Det finns beräkningar som visar att stockholmsregionen idag skulle kunna producera cirka 6,1 TWh/år genom att satsa hårdare på förnyelsebara energikällor såsom biogas, energigrödor, vindkraft, solceller och solfångare.
Stockholms Ström  är en utredning av Svenska Kraftnät om Stor-Stockholms framtida elektriska försörjningsnät som lämnade sin delrapport i oktober 2005. Utredningen föreslår ett driftsäkert och miljöanpassat stam- och regionnät, som ska säkra regionens långsiktiga elförsörjning. Drygt femtio anläggningsprojekt behöver genomföras för att åstadkomma ett framtida stam- och regionnät som uppfyller dessa krav. Investeringsbehovet uppgår till ca 3 300 Mkr. Utredningen föreslår bland annat en kraftledningsring på 400 kilovolt (CityLink) förlagd i tunnel runt Stockholm, ringen skall skapa en driftsäker huvudmatning till staden. CityLink ger också möjligheter att avveckla 150 km äldre kraftledningar, vilket frigör markområden för bostadsbyggandet för i storleksordning 5 000 nya lägenheter. Dessutom får omkring 60 000 personer, som idag bor mindre än 200 meter från en kraftledning en bättre boendemiljö och cirka 7 000 barn i skolor och daghem som nu finns inom 200 meter från kraftledningar skulle få en närmiljö utan ledning.

## Stockholms elektricitetsverk

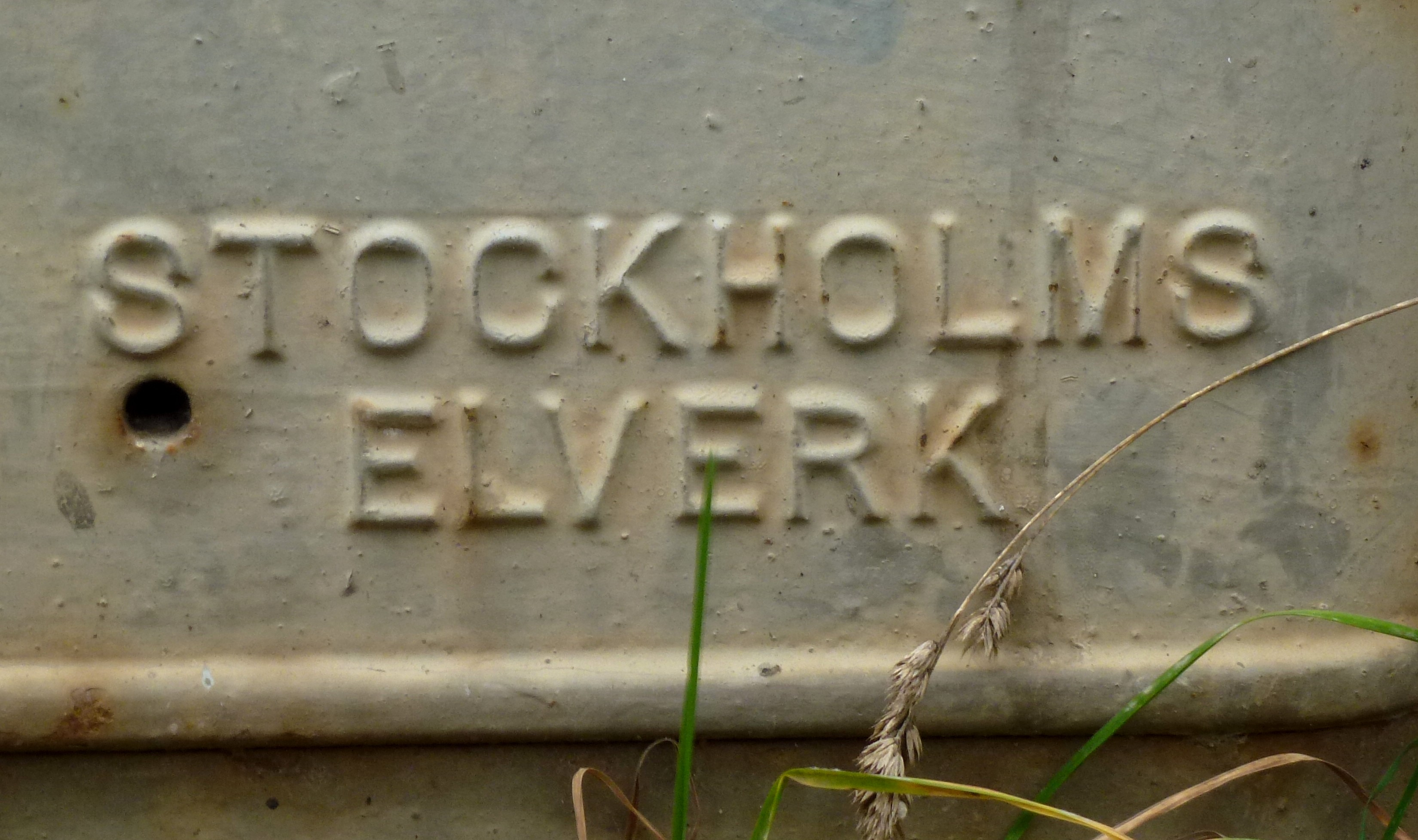
Företagets äldre namn på ett kabelskåp.

Stockholms elektricitetsverk har sina rötter i Stockholms Gaslysnings AB. Gasverkets elektriska avdelning startade sin verksamhet 1883 i samband med Brunkebergsverkets idrifttagande. Under årens gång hette företaget bland annat Stockholms Gas- och Elektricitetsverk (1897), Stockholms Elektricitetsverk (1950) och Stockholms Elverk (1960).
Det kommunalägda företaget ombildades 1991 till aktiebolag under namnet Stockholm Energi AB, ägt av Stockholms stadshus AB. År 1998 gick Stockholm Energi AB samman med Gullspångs Kraft, som ägdes av Fortumkoncernen, ett större elbolag med huvudkontor i Finland. Det sammanslagna bolaget fick namnet Birka Energi och ägdes till hälften av vardera företag. År 2001 sålde Stockholms stad sin aktiepost i Birka Energi till Fortum. Därmed slutade Stockholms stads engagemang i produktionen av elektrisk energi till Stockholms medborgare.

### Noter

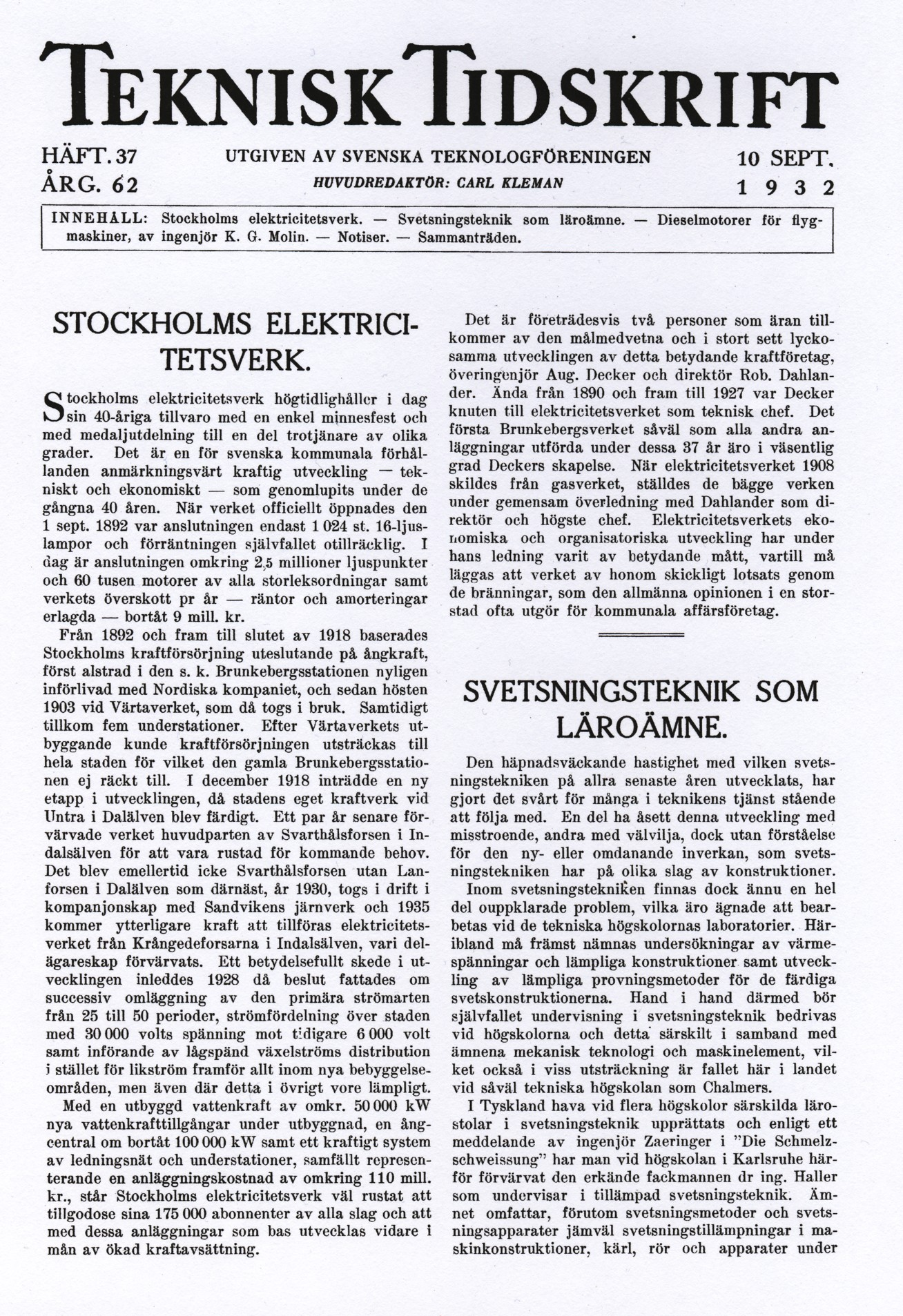
"Teknisk Tidskrift", 10 sept. 1932